# Montagne Longue
Montagne Longue (parfois: Long Mountain) est un village du nord de l'île Maurice qui dépend du district de Pamplemousses  et forme le Village Council Area (VCA)  de Montagne Longue. Au recensement de 2011, il comptait 6 995 habitants.
Le village se trouve sur une hauteur en face de la capitale Port-Louis et son nom provient de la montagne du même nom entre Port-Louis et le village. Son territoire marque le début des terres cultivées.
Un décret de Louis XV du 1er août 1768 divise l'île en quartiers (ou districts) au nombre de onze, dont celui de Montagne Longue, mais le nombre des districts est réduit à huit en 1773 et Montagne Longue perd ainsi son statut de chef-lieu de quartier (district). Le premier fabrique sucrière de Belle Montagne a été ouverte par le colon François de Chazal.
Le village possède un petit terrain de football.
La chapelle Sainte-Thérèse de Montage Longue dépend de la paroisse Notre-Dame-de-la-Délivrande de Notre-Dame (Montagne Longue).